# Нонан
Нона́н — органическое соединение класса алканов. Содержится в нефти, образуется при крекинге нефтепродуктов.

## Изомеры
Нонан имеет 35 структурных изомеров.
- Содержащие 9 звеньев в основной цепи (1)

Нонан
- Содержащие 8 звеньев в основной цепи(3)

2-метилоктан
3-метилоктан
4-метилоктан
- Содержащие 7 звеньев в основной цепи (11)

3-этилгептан
4-этилгептан
2,2-диметилгептан
2,3-диметилгептан
2,4-диметилгептан
2,5-диметилгептан
2,6-диметилгептан
3,3-диметилгептан
3,4-диметилгептан
3,5-диметилгептан
4,4-диметилгептан
- Содержащие 6 звеньев в основной цепи (12)

2-метил-3-этилгексан.
2-метил-4-этилгексан
3-метил-3-этилгексан
3-метил-4-этилгексан
2,2,3-триметилгексан
2,2,4-триметилгексан
2,2,5-триметилгексан
2,3,3-триметилгексан
2,3,4-триметилгексан
2,3,5-триметилгексан
2,4,4-триметилгексан
3,3,4-триметилгексан
- Содержащие 5 звеньев в основной цепи (8)

3,3-диэтилпентан
2,2-диметил,3-этилпентан
2,3-диметил,3-этилпентан
2,4-диметил,3-этилпентан
2,2,3,3-тетраметилпентан
2,2,3,4-тетраметилпентан
2,2,4,4-тетраметилпентан
2,3,3,4-тетраметилпентан